# Bickenhall
Bickenhall is een civil parish in het bestuurlijke gebied Somerset West and Taunton, in het Engelse graafschap Somerset met 122 inwoners.